# Championnat d'Ukraine de football 2024-2025
Navigation
2023-2024 2025-2026
La saison 2024-2025 de Premier-Liha est la trente-quatrième édition de la première division ukrainienne.
Les seize équipes participantes sont regroupées au sein d'une poule unique où elles s'affrontent à deux reprises, à domicile et à l'extérieur.
Quatre places sont décernés pour les compétitions européennes que sont la Ligue des champions 2025-2026, la Ligue Europa 2025-2026 et la Ligue Conférence 2025-2026 : le premier du classement final se qualifie pour la Ligue des champions, alors que le vainqueur de la Coupe d'Ukraine prend part à la Ligue Europa. Les deuxième et troisième positions sont qualificatives pour la Ligue Conférence. Si le vainqueur de la Coupe est déjà qualifié pour une compétition européenne d'une autre manière, sa place qualificative est réattribuée au championnat, la quatrième position devenant ainsi qualificative. En ce qui concerne les relégations, les deux derniers au classement sont directement relégués en deuxième division en fin de saison tandis que les deux derniers non-relégués disputent les barrages de relégation contre le troisième et le quatrième de la deuxième division.

## Déroulement de la saison
Du fait de la dissolution du SK Dnipro-1, la fédération organise un tournoi du 26 juillet au 30 juillet 2024 pour remplacer le club, les deux clubs en position de relégation lors de la saison 24-25, FK Mynaï et Metalist 1925 Kharkiv rencontrent les deux clubs de deuxième division qui ont participé aux barrages de relégation, FC Epitsentr Kamianets-Podilskyi et FC Livyi Bereh Kyiv.
Livyi Bereh Kyiv remporte son match contre Metalist 1925 Kharkiv aux tirs au but (5 à 4) et rencontre en finale le FK Mynaï également vainqueur aux tirs au but (5 à 3) contre FC Epitsentr.
Lors de la finale FC Livyi Bereh Kyiv gagne 3 à 0 contre le FK Mynaï, le club de deuxième division est promu en première division. 
En fin de saison, le Dynamo Kyiv remporte son 17e titre de champion d'Ukraine en étant invaincu.

## Règlement
Le classement est calculé selon le barème de points classique, une victoire valant trois points, un match nul un seul et une défaite aucun.
En cas d'égalité de points, les critères suivants sont appliqués :
1. Résultats en confrontations directes (nombre de points, différence de buts, nombre de buts marqués) ;
2. Différence de buts générale ;
3. Nombre de buts marqués ;
4. Tirage au sort ou match d'appui si le titre est en jeu.

## Compétition

### Classement
| Rang | Équipe                | Pts | J  | G  | N  | P  | Bp | Bc | Diff |
| ---- | --------------------- | --- | -- | -- | -- | -- | -- | -- | ---- |
| 1    | Dynamo Kyiv           | 70  | 30 | 20 | 10 | 0  | 61 | 19 | +42  |
| 2    | FK Oleksandria        | 67  | 30 | 20 | 7  | 3  | 46 | 22 | +24  |
| 3    | Chakhtar Donetsk T C  | 62  | 30 | 18 | 8  | 4  | 69 | 26 | +43  |
| 4    | Polissia Jytomyr      | 48  | 30 | 12 | 12 | 6  | 38 | 28 | +10  |
| 5    | Kryvbass Kryvy Rih    | 47  | 30 | 13 | 8  | 9  | 34 | 26 | +8   |
| 6    | Karpaty Lviv P        | 46  | 30 | 13 | 7  | 10 | 42 | 36 | +6   |
| 7    | Zorya Louhansk        | 40  | 30 | 12 | 4  | 14 | 34 | 39 | -5   |
| 8    | Rukh Lviv             | 38  | 30 | 9  | 11 | 10 | 30 | 27 | +3   |
| 9    | Veres Rivne           | 36  | 30 | 9  | 9  | 12 | 33 | 44 | -11  |
| 10   | Kolos Kovalivka       | 36  | 30 | 8  | 12 | 10 | 27 | 25 | +2   |
| 11   | FK Obolon Kiev        | 32  | 30 | 8  | 8  | 14 | 19 | 43 | -24  |
| 12   | LNZ Cherkasy          | 31  | 30 | 7  | 10 | 13 | 25 | 37 | -12  |
| 13   | Vorskla Poltava       | 27  | 30 | 7  | 5  | 18 | 18 | 39 | -21  |
| 14   | FC Livyi Bereh Kyiv P | 26  | 30 | 7  | 5  | 18 | 18 | 39 | -21  |
| 15   | Inhoulets Petrove P   | 24  | 30 | 5  | 9  | 16 | 21 | 47 | -26  |
| 16   | Tchornomorets Odessa  | 23  | 30 | 6  | 5  | 19 | 20 | 45 | -25  |

Qualifications européennes
Ligue des champions 2025-2026
- 1er : deuxième tour de qualification

Ligue Europa 2025-2026
- C : premier tour de qualification

Ligue Conférence 2025-2026
- 2e et 3e : deuxième tour de qualification

Relégation en deuxième division
- 13e et 14e : barrages de relégation
- 15e et 16e : relégation

Abréviations
- Chakhtar Donetsk est qualifié pour la Ligue Europa 2025-2026 comme vainqueur de la coupe d'Ukraine[4], de ce fait la quatrième place est qualificative pour la Ligue Conférence 2024-2025.

### Barrages de relégation
Les barrages de relégation se déroulent les 29 mai et 1 juin 2025.
| Équipe                   | Aller | Total         | Retour | Équipe                     |
| ------------------------ | ----- | ------------- | ------ | -------------------------- |
| FC Kudrivka (D2)         | 1 - 2 | 2 - 2 tab 4-3 | 1 - 0  | Vorskla Poltava (D1)       |
| FC Livyi Bereh Kyiv (D1) | 0 - 1 | 0 - 2         | 0 - 1  | Metalist 1925 Kharkiv (D2) |

Légende des couleurs
- Le club se maintient en première division.
- Promotion en première division.
- Le club reste en deuxième division.
- Relégation en deuxième division.

## Bilan de la saison
| Championnat d'Ukraine de football 2024-2025 |                                  |
| Champion                                    | Dynamo Kyiv (17e titre)          |
| Coupes et trophées                          |                                  |
| Vainqueur de la Coupe d'Ukraine 2024-2025   | Chakhtar Donetsk                 |
| Qualifications continentales                |                                  |
| Ligue des champions 2025-2026               | Dynamo Kyiv                      |
| Ligue Europa 2025-2026                      | Chakhtar Donetsk                 |
| Ligue Conférence 2025-2026                  | Polissia Jytomyr                 |
| Ligue Conférence 2025-2026                  | FK Oleksandria                   |
| Promotions et relégations                   |                                  |
| Promus en Premier Liha                      | Metalist 1925 Kharkiv            |
| Promus en Premier Liha                      | FC Kudrivka                      |
| Promus en Premier Liha                      | FC Epitsentr Kamianets-Podilskyi |
| Promus en Premier Liha                      | SC Poltava                       |
| Relégués en Percha Liha                     | Vorskla Poltava                  |
| Relégués en Percha Liha                     | FC Livyi Bereh Kyiv              |
| Relégués en Percha Liha                     | Inhoulets Petrove                |
| Relégués en Percha Liha                     | Tchornomorets Odessa             |